# Danny Collins - La canzone della vita
Danny Collins - La canzone della vita (Danny Collins) è un film del 2015 diretto da Dan Fogelman, con protagonista Al Pacino.
Altri attori principali sono Christopher Plummer, Annette Bening, Jennifer Garner e Bobby Cannavale. Il film è ispirato dalla storia vera del cantante folk Steve Tilston.

## Trama
Danny Collins è un anziano cantante, dedito all'uso di droga ed alcol, che si accontenta  di cantare vecchi successi per un pubblico poco esigente. Insoddisfatto della sua carriera, nonostante il successo e l'apparente amore di una compagna molto più giovane di lui, durante il suo compleanno riceve dal proprio manager, con un ritardo di oltre 40 anni, una lettera scritta per lui da John Lennon quando da giovane aveva letto una sua intervista. Le poche parole di Lennon risvegliano in Collins la voglia di vivere e di emergere, dandogli il coraggio di cercare il proprio figlio abbandonato quando era piccolo, ormai gravemente malato. Abbandonando tutta la sua vita agiata e mettendosi in discussione, Danny trova la forza di assistere il figlio, di aiutare nuora e nipotina, e si rimette a scrivere canzoni.

## Produzione
Il film è stato prodotto con un budget di 10 milioni di dollari per poi incassarne 10,8.

## Distribuzione
Il trailer è stato diffuso il 20 novembre 2014. È stato distribuito nelle sale statunitensi il 20 marzo 2015. In Italia verrà distribuito direttamente per il mercato home video dal 24 febbraio 2016.

## Riconoscimenti
- 2016 - Golden Globe
  - Candidatura per il Miglior attore in un film commedia o musicale a Al Pacino